# 森安理文
森安 理文（もりやす まさふみ、1915年10月15日 - 2003年12月21日）は、日本の文芸評論家。中世文学と近代文学を自由に論じた。
朝鮮生まれ。菊地邦彦の筆名で小説、評論などを書いた。のち本名で活動。
相模女子大学、千葉大学、東洋大学、國學院女子短期大学に勤務。

## 著書
- 『不信懐姙』（菊地邦彦名義、八潮書房） 1951
- 『月を見るな』（菊地邦彦名義、芸術社） 1956：新書判
- 『北涯』（菊地邦彦名義、審美社） 1964
- 『文学から文学まで 文学概論』（南雲堂桜楓社、近代の文学 別巻） 1964
- 『作家論の崩壊』（右文書院） 1971
- 『偉大なる落伍者 坂口安吾』（社会思想社、現代教養文庫） 1972
- 『微笑の受難者 太宰治』（社会思想社、現代教養文庫） 1974
- 『文芸批評の呪力』（明治書院、国文学研究叢書） 1976
- 『永井荷風 ひかげの文学』（国書刊行会） 1981.12
- 『谷崎潤一郎 あそびの文学』（国書刊行会） 1983.4
- 『愛日 詩歌集』（菊地邦彦名義、右文書院） 1970、のち二訂 1985.10
- 『文学論・漂泊の意匠』（右文書院） 1985.11
- 『川端康成 ほろびの文学』（国書刊行会） 1989.10
- 『折口信夫 むすびの文学』（国書刊行会） 1992.6
- 『最後の俳人文士・塩谷鵜平翁 』（トーカイ出版事業） 1995.9
- 『近代日本戦争文学論』（森安理文先生米寿記念「近代日本戦争文学論」刊行会） 2003.10

## 共編著
- 『近代文化の展望』（長瀬守,菊地邦彦、白帝社） 1952
- 『太宰治の研究』（編著、新生社） 1968
- 『文学成立の理論』（馬渡憲三郎共著、右文書院） 1969
- 『三島由紀夫研究』（長谷川泉ほか共編、右文書院） 1970、のち新版 2020
- 『無頼文学研究』（編、三弥井書店、叢書近代文芸研究） 1972
- 『坂口安吾研究』（高野良知共編、南窓社） 1973
- 『近代説話文学の構造』（明治書院） 1979.9
- 『近代文学の風土』（有山大五共編、国書刊行会、新批評・近代日本文学の構造3） 1980.3
- 『新構想・近代日本文学史』上（大森盛和編、国書刊行会、新批評・近代日本文学の構造7） 1982.12
- 『石川淳研究』（本田典国共編、三弥井書店） 1991.11